# تايم اسبليرز
تايم اسبليرز (بالإنجليزية: TimeSplitters)‏، هي سلسلة ألعاب الفيديو الثلاث التي أشرف على تطويرها من قبل استوديو البريطاني فري راديكال ديزاين، صدرت الجزء الأول سنة 2000، والتي كانت حصرياً على منصة بلاي ستيشن 2، ثم الجزء الثاني، والتي صدرت في الأسواق سنة 2002، وتعمل على منصات بلاي ستيشن 2 وإكس بوكس ونينتندو غيم كيوب، ثم الجزء الثالث والأخير سنة 2005، والتي تعمل على منصات بلاي ستيشن 2 وإكس بوكس ونينتندو غيم كيوب.